# Say Amen (Saturday Night)
«Say Amen (Saturday Night)» — сингл американской рок-группы Panic! At the Disco и первый сингл из альбома Pray for the Wicked. Он был выпущен 21 марта 2018 года. Песня заняла первое место в чарте Billboard, Alternative Songs, в июне 2018.

## Релиз
21 марта 2018 года состоялся релиз Say Amen (Saturday Night), продюсерами выступили Джейк Синклер и Аймад Роял. В тот же день был выпущен сингл (Fuck A) Silver Lining. Сингл Say Amen (Saturday Night) занял первое место в чарте Billboard, Alternative Songs, в июне 2018.

## Клип
21 марта 2018 года состоялась премьера срежиссированного Даниэлем Кампосом клипа на песню Say Amen (Saturday Night). Даниэль ранее уже работал с Брендоном Ури, солистом Panic! At The Disco. Брендон подтвердил, что этот клип служит приквелом к клипу 2013 года группы на This Is Gospel — песню из Too Weird to Live, Too Rare to Die!, четвертого студийного альбома группы — и к клипу 2015 года на Emperor's New Clothes, — песню из Death of a Bachelor, пятого студийного альбома группы. В клипе фигурирует актриса Хлоя Холмс.

## Трек-лист
| №  | Название                    | Длительность |
| -- | --------------------------- | ------------ |
| 1. | «Say Amen (Saturday Night)» | 3:09         |

| №                   | Название                    | Длительность |
| ------------------- | --------------------------- | ------------ |
| 1.                  | «Say Amen (Saturday Night)» | 3:09         |
| 2.                  | «(Fuck A) Silver Lining»    | 2:49         |
| Общая длительность: | Общая длительность:         | 5:58         |

## Чарты
| Чарт (2018)                                  | Высшая позиция |
| -------------------------------------------- | -------------- |
| Australia (ARIA)                             | 90             |
| Canada (Hot Canadian Digital Songs)          | 48             |
| Канада (Billboard Rock)                      | 35             |
| Чехия (Rádio — Top 100)                      | 17             |
| New Zealand Heatseekers (RMNZ)               | 2              |
| Шотландия (OCC Scotland)                     | 37             |
| Великобритания (OCC UK Singles)              | 48             |
| США (Billboard Hot 100)                      | 60             |
| США (Billboard Alternative Airplay)          | 1              |
| США (Billboard Hot Rock & Alternative Songs) | 5              |
| США (Billboard Rock & Alternative Airplay)   | 4              |